# Жюссьё, Жозеф де
Жозе́ф де Жюссьё (фр. Joseph de Jussieu, 3 сентября 1704, Лион, Франция, — 11 апреля 1779, Париж, Франция) – французский ботаник.
Брат Кристофа, Антуана и Бернара.
Изучал, как и все в его семье, медицину, а также естествознание, в Лионе.
Предпринял под руководством Лакондамина путешествие с целью измерения по экватору дуги меридиана по обширным территориям тропической Америки, где оставался в течение 36 лет.
По возвращении на родину (1771) привёз огромную коллекцию растений, среди которых были и впервые увиденные в Европе (например, Гелиотроп перуанский (Heliotropium peruvianum) L. и Хинное дерево лекарственное (Cinchona officinalis) L.). Ныне эта коллекция хранится в Национальном музее естественной истории в Париже.
В 1758 был избран во Французскую Академию наук.